# 218. pehotna brigada (ZDA)
218. pehotna brigada (izvirno angleško 218th Infantry Brigade) je bila pehotna brigada Kopenske vojske Združenih držav Amerike.